# One (musikalbum)
One är Elin Lantos debutalbum utgivet 2005. Den låg som bäst på 25:e plats på den svenska försäljningslistan. Hitsinglarna I Won't Cry och I Can Do It finns med på albumet.

## Låtlista
1. I Can Do It (Watch Me Now)
2. Branded
3. I Won't Cry
4. We Fly
5. As Long as I Can Dream
6. Could Have Been Me
7. Friends
8. I'm Alright
9. She Won't Listen
10. Like the Wind
11. My Neverending Story

## Listplaceringar
| Lista (2005) | Topplacering |
| ------------ | ------------ |
| Sverige      | 25           |